# 海南乌口树
海南乌口树（学名：Tarenna tsangii）为茜草科乌口树属下的一个种。

## 扩展阅读
- 維基物種上的相關：海南乌口树